# Klooster van Piva

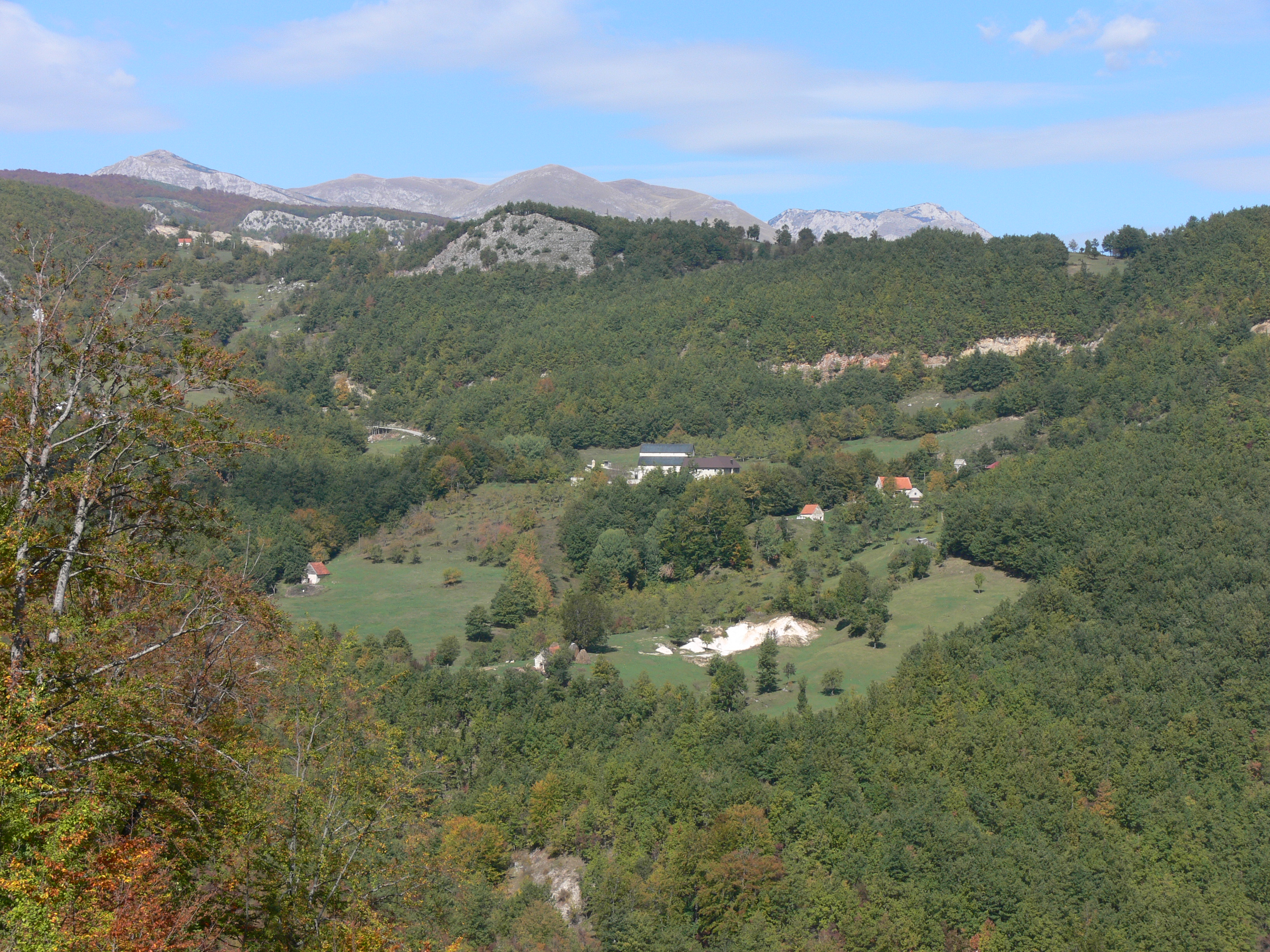
Klooster van Piva

Het klooster van Piva (Servisch: Манастир Пива, Manastir Piva) is een klooster nabij de bron van de rivier de Piva in het noorden van Montenegro. Het klooster is gebouwd tussen 1573 en 1586, en is een van de grootste van Montenegro. De kerk is gewijd aan de Ontslapenis van de Moeder Gods (Servisch: Црква Успења Пресвете Богородице, Crkva Uspenja Presvete Bogorodice)
Door de bouw van het Mratinje-dam en het Piva-stuwmeer dat zou ontstaan moest het klooster worden verplaatst en het werd steen voor steen weer opgebouwd. Dit gebeurde tussen 1970 en 1982.